# Bernhard Baumgartner (Kabarettist)
Bernhard Baumgartner (* 11. Juli 1973) ist ein österreichischer Kabarettist und Hörfunkmoderator.

## Leben
Bernhard Baumgartner stammt aus Seekirchen am Wallersee, wo er zur Schule ging und aufwuchs. Seine ersten Erfahrungen am Theater sammelte er in der Zeit 1994 bis 1997 am Kleinen Theater Salzburg als Schauspieler und Regieassistent. 
Danach wurde er bei einem Casting für das Hitradio Ö3 entdeckt und wechselte nach Wien, wo er für den ORF arbeitete. In den Jahren 1997 bis 2003 prägte er als Comedy-Figur Alois – sein Alter Ego – die Mittagsshow Ö3 Mahlzeit in Zusammenarbeit mit Oliver Baier. Auch für die Veranstaltungen Beachmania von Ö3 trat er als Moderator auf, etwa beim Weltcup-Schifest in Sölden 2001.
2004 machte sich Baumgartner als Moderator selbständig. Von 2004 bis 2008 spielte er das Wirtschaftskabarett der Gruppe Kabud, und seit 2009 tritt er mit eigenen Programmen auf. 2011 erschien die erste Version der Show unter dem Titel Der Ernst des Lebens und ich mit Management- und Wirtschaftsthemen. Es folgte 2014 in Kooperation mit Jürgen Vogl Financing Stars, 2015 gemeinsam mit Caroline Richards dann das Programm Bzw. - so ein Beziehungstheater.
2020/21 betrieb Baumgartner gemeinsam mit seiner Tochter den Podcast Geh Papa. Seit 2022 unterstützt Bernhard Baumgartner die Musikredaktion des ORF Radio Salzburg und moderiert dort fallweise.